# Urali polari
Gli Urali polari, indicati anche come Urali artici (in russo Полярный Урал?, Poljarnyj Ural), sono la porzione più settentrionale della vasta catena dei monti Urali, in Russia.
Si estendono per circa 385 km dal monte Konstantinov Kamen a nord, fino al fiume Khulga a sud, che li separa dagli Urali subpolari. Sono situati oltre il 64° di latitudine nord, coprono un'area di circa 25.000 km2 e sono caratterizzati da rilievi piuttosto frammentati.

## Descrizione
Come il resto della catena degli Urali, fungono da confine geografico tra l'Europa (a ovest) e l'Asia (a est). Dal punto di vista amministrativo, sono suddivisi tra la Repubblica dei Komi e il circondario autonomo Jamalo-Nenec.
Lungo la linea di cresta passa lo spartiacque che divide i bacini della Pečora (a ovest) e dell'Ob' (a est).
La massima elevazione è raggiunta dal monte Payer, che si innalza fino a 1.499 m, mentre l'altitudine prevalente dei vari rilievi è compresa tra 800 e 1200 metri. Le varie creste montuose sono separate da profonde dissezioni, che permettono il passaggio attraverso la catena montuosa per mezzo di vallate con altezze modeste di 200-250 metri. Attraverso una di queste valli, quella del fiume Sob', era stato progettato il passaggio della ferrovia Salechard-Igarka, che doveva collegare la parte settentrionale orientale della Russia con la Siberia Occidentale.
I monti che compongono la catena mostrano per lo più roccia esposta e pendii ripidi, anche se non mancano alcuni rilievi più arrotondati.

## Clima
Il clima degli Urali polari è molto rigido e di tipo prettamente continentale. Situata al confine tra la zona dell'anticiclone siberiano e l'attività ciclonica europea, la regione è conosciuta per i suoi inverni freddi, molto nevosi e caratterizzati da forti venti. Poiché le perturbazioni di solito si avvicinano alle montagne da ovest, cioè dal versante siberiano, le precipitazioni sui pendii occidentali sono in media 2-3 volte maggiori che su quelli orientali.
In inverno, la temperatura dell'aria può scendere a -55 °C. Con tempo sereno e gelido, a volte si osserva il fenomeno dell'inversione termica, in cui la temperatura dell'aria nella pianura è di 5-10 gradi inferiore rispetto a quella dei rilievi circostanti. La primavera e l'autunno sono brevi, come pure l'estate, caratterizzata da tempo instabile. La neve in montagna scompare per lo più entro la fine di giugno, ma già all'inizio di settembre cade di nuovo. In estate si possono verificare alcuni giorni di clima caldo (fino a +30 °C), in genere rapidamente sostituiti da un marcato raffreddamento, accompagnato da forte vento, piogge intense e anche grandine.